# Erich Zoddel
Erich Zoddel (9 août 1913 - 30 novembre 1945) était un fonctionnaire dans le camp de concentration de Bergen-Belsen.

## Carrière
En 1941, Zoddel est condamné à un an de prison pour vol avant d'être transféré au camp de concentration de Sachsenhausen en 1942. Il effectue des travaux forcés dans l'usine de Heinkel à Oranienbourg jusqu'en octobre 1943. En novembre 1943, après un bref séjour au camp de Buchenwald, il est transféré au camp de concentration Mittelbau-Dora. Le 27 mars 1944, Zoddel et 1 000 autres prisonniers de Dora arrivent à Bergen-Belsen. En janvier 1945, Zoddel est promu fonctionnaire dans l'une des divisions du camp. Deux jours après la libération du camp par l'armée britannique le 15 avril 1945, il tue une femme détenue, crime pour lequel il est condamné à mort par un tribunal militaire britannique à Celle le 31 août 1945. Le 17 novembre 1945, il est condamné à la réclusion à perpétuité dans un deuxième procès pour ses actions à Bergen-Belsen. Il est exécuté le même mois à Wolfenbüttel.